# Slag bij Lund
De Slag bij Lund is een van de bloedigste slagen uit de Scandinavische geschiedenis. Aan het einde van de dag was ongeveer de helft van de soldaten niet meer in leven.

## Historische achtergrond
Een van de oorzaken van de slag bij Lund is de handelsontplooiing van Zweedse vloot. De Zweden zouden hierdoor een machtige concurrent van de Engelsen en de Republiek kunnen worden. Met name de Republiek was niet blij met de bloei van de Zweedse handel. In 1668 sloten de Zweden het Drievoudig verbond met de Republiek en Engeland, tegen Frankrijk. Aangezien de Zweden veel met Frankrijk handelden, leverde dit gemor onder de Zweedse kooplieden op. De Zweden grepen dan ook de kans om zich uit dit verbond terug te trekken toen Lodewijk XIV het verbond uit elkaar wilde spelen, en daarin slaagde. Hierdoor raakten ze in 1674 wel in oorlog met de Republiek, Brandenburg en Denemarken.

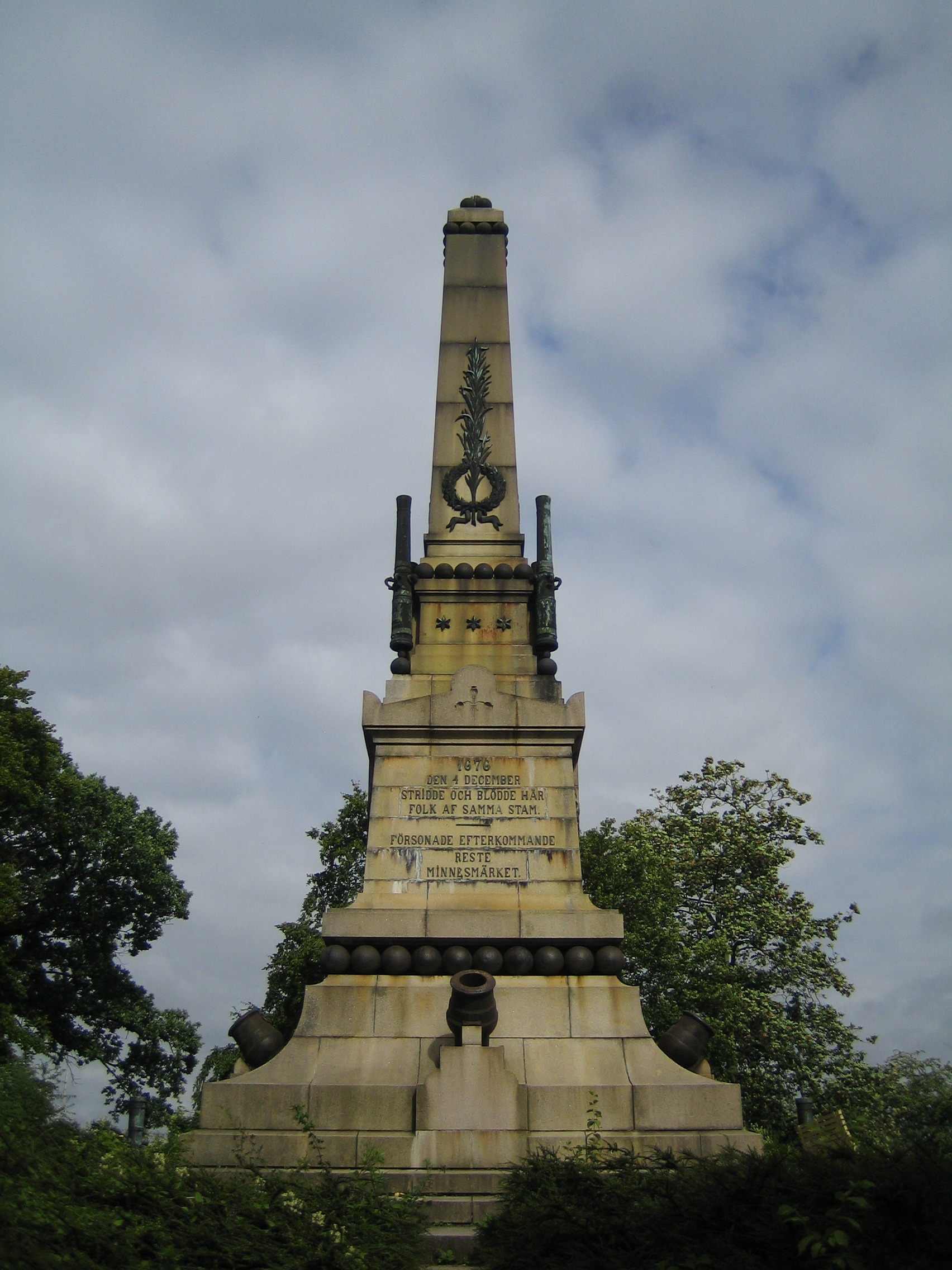
Het monument in Lund

## Verloop van de slag
Op 4 december 1676 was koning Karel XI van Zweden met zijn leger over de Kævlingeån getrokken en de aanval begonnen op het Deense leger onder leiding van Christiaan V van Denemarken. De slag duurde meer dan acht uur, en de uitkomst was lang onzeker. De slag was, zoals in de inleiding vermeld, een grote moordpartij, maar tegen de avond begonnen de Zweden aan de verliezende hand te raken. Karel XI besloot een wanhoopsaanval te doen met enkele honderden ruiters. De Deense linies waren toen al zo uitgedund dat de aanval succesvol was en de Denen op het laatste moment de overwinning aan de Zweden moesten laten.
Hierna trokken de Denen terug naar de citadel van Landskrona. De Zweden hadden de slag gewonnen vanwege een tactisch idee, maar de overwinning kon vanwege de zware verliezen niet direct benut worden.

## Gedenkteken
In Lund is nog altijd een gedenkteken aanwezig. Het is er geplaatst in 1876 als herinnering, toen de Zweden hun land hadden weten te redden.